# Aurélio Miguel
Aurélio Fernández Miguel (ur. 10 marca 1964 w São Paulo), brazylijski judoka. Dwukrotny medalista olimpijski.
Walczył w kategorii półciężkiej (do 95 kg). Brał udział w trzech igrzyskach (IO 88, IO 92, IO 96), na dwóch zdobywał medale. Największy sukces odniósł na igrzyskach w 1988, zwyciężając w wadze do 95 kg. Osiem lat później sięgnął po brąz. Był srebrnym (1993, 1997) i brązowym (1987) medalistą mistrzostw świata. Zwyciężał w igrzyskach panamerykańskich. Startował w Pucharze Świata w latach 1989, 1992, 1996–1999.